# Secondigné-sur-Belle
Secondigné-sur-Belle è un comune francese di 560 abitanti situato nel dipartimento delle Deux-Sèvres nella regione della Nuova Aquitania.

## Società

### Evoluzione demografica
Abitanti censiti